# MPS Group Championships 2009
MPS Group Championships 2009 — професійний жіночий тенісний турнір, який проходив на відкритих ґрунтових кортах Sawgrass Country Club курорту Понте-Ведра-Біч (Флорида, США) з 6 по 12 квітня 2009 року як частина серії International у рамках туру WTA 2009. Це було 30-те за ліком подібне змагання і 1-ше проведене на новому місці.

## Фінали

### Одиночний розряд
Каролін Возняцкі -  Александра Возняк, 6–1, 6–2
- Це був перший тилу Возняцкі за рік і 4-й у кар'єрі.

### Парний розряд
Чжуан Цзяжун /  Саня Мірза -  Квета Пешке /  Ліза Реймонд, 6–3, 4–6, [10–7]